# 문경오미자축제
문경오미자축제는 경상북도 문경시에서 개최하는 지역 축전이다. 